# Campeonato Europeo de Ciclocrós de 2014
El XII Campeonato Europeo de Ciclocrós se celebró en Lorsch (Alemania) el 8 de noviembre de 2014 bajo la organización de la Unión Europea de Ciclismo (UEC) y la Federación Alemana de Ciclismo.

## Medallistas
| Evento   | Oro                  | Plata                             | Bronce                   |
| -------- | -------------------- | --------------------------------- | ------------------------ |
| Femenino | Sanne Cant · Bélgica | Pavla Havliková · República Checa | Nikki Harris Reino Unido |

### Femenino
| Puesto            | Ciclista              | País            | Tiempo |
| ----------------- | --------------------- | --------------- | ------ |
| Medalla de oro    | Sanne Cant            | Bélgica         | 45:57  |
| Medalla de plata  | Pavla Havliková       | República Checa | 46:00  |
| Medalla de bronce | Nikki Harris          | Reino Unido     | 46:02  |
| 4                 | Helen Wyman           | Reino Unido     | 46:09  |
| 5                 | Ellen Van Loy         | Bélgica         | 46:24  |
| 6                 | Jolien Verschueren    | Bélgica         | 46:24  |
| 7                 | Sanne van Paassen     | Países Bajos    | 46:32  |
| 8                 | Rocío Gamonal Ferrera | España          | 46:33  |

| Predecesor: · Mladá Boleslav 2013 · República Checa | Campeonato Europeo de Ciclocrós XII edición | Sucesor: · Huijbergen 2015 · Países Bajos |

- Datos: Q18524035